# Naar de maan
Naar de maan is een lied van de Nederlandse zangeres Maan en rapgroep De Jeugd van Tegenwoordig. Het werd in 2022 als single uitgebracht en stond in hetzelfde jaar als tiende track op het album Leven van Maan.

## Achtergrond
Naar de maan is geschreven door Arno Krabman, Bas Bron, Pepijn Lanen, Olivier Locadia, Freddy Tratlehner en Maan de Steenwinkel en geproduceerd door Krabman en Bron. Het is een nummer uit het genre nederpop met effecten uit de Disco. Naast de letterlijke betekenis van de titel, is de titel ook een woordspeling met de naam van de zangeres. Het lied zelf gaat over een reis naar een verre plaats, verwoord als een trip naar de maan. In het lied zit een verwijzing naar het lied Sterrenstof, een lied dat Maan vijf jaar voordat de artiesten met elkaar samenwerkten coverde bij een radio optreden op zender Qmusic. Maan kondigde aan dat het lied op een album van haar zou komen te staan die voor december 2022 gepland staat.
De samenwerking tussen de artiesten is tot stand gekomen door aandringen van Maan. De zangeres vertelde dat ze in haar jeugd veel naar de rapgroep luisterde en toen ze door haar muzieklabel werd gevraagd welke samenwerking bovenaan haar verlanglijst stond, ze De Jeugd van Tegenwoordig noemde. Deze samenwerking werd vervolgens opgezet door het label en binnen een paar maanden zijn de artiesten samen met producer Krabman de studio ingegaan. De regel "Naar de maan en nooit meer terug" was het eerste onderdeel van het lied wat gevormd was, waarna daaromheen het lied gebouwd is. Het lied was binnen een dag af. De samenwerking werd door Lanen van De Jeugd van Tegenwoordig omschreven als de "meest organische samenwerking van het decennium".
Het is lied betekende dat De Jeugd van Tegenwoordig voor het eerst in tweeënhalfjaar tijd nieuwe muziek uitbracht. Hierover vertelde Willie Wartaal dat het bij de groep "super langzaam" gaat bij het maken van nieuwe muziek, maar dat hij hoopte dat er door de samenwerking met Maan ook meer nieuw materiaal met de groep werd gemaakt en uitgebracht.
Het lied werd een grote radiohit. Het werd bij Qmusic uitgeroepen tot Alarmschijf en bij NPO Radio 2 tot NPO Radio 2 TopSong. De single heeft in Nederland de gouden status.

## Hitnoteringen
De artiesten hadden succes met het lied in de Nederlandse hitlijsten. Het piekte op de negende plaats van de Top 40 en stond negen weken in deze hitlijst. In de Single Top 100 kwam het tot de negentiende plek en was het veertien weken te vinden.